# Magyarország az 1956. évi nyári olimpiai játékokon
Magyarország az ausztráliai Melbourne-ben és a svédországi Stockholmban megrendezett 1956. évi nyári olimpiai játékok egyik részt vevő nemzete volt. Az országot az olimpián 13 sportágban 111 sportoló képviselte, akik összesen 26 érmet szereztek.

## Érmesek
| Érem  | Versenyző | Sportág    | Versenyszám                  |
| ----- | --- | ---------- | ---------------------------- |
| Arany | Fábián László Urányi János | Kajak-kenu | Férfi kajak kettes 10 000 m  |
| Arany | Papp László | Ökölvívás  | Nagyváltósúly                |
| Arany | Keleti Ágnes | Torna      | Női felemás korlát           |
| Arany | Keleti Ágnes | Torna      | Női gerenda                  |
| Arany | Keleti Ágnes | Torna      | Női talaj                    |
| Arany | Bodó Andrea Keleti Ágnes Kertész Alíz Korondi Margit Köteles Erzsébet Tass Olga                                                                                              | Torna      | Női csapat kéziszergyakorlat |
| Arany | Kárpáti Rudolf | Vívás      | Férfi kard, egyéni           |
| Arany | Gerevich Aladár Hámori Jenő Kárpáti Rudolf Keresztes Attila Kovács Pál Magay Dániel                                                                                          | Vívás      | Férfi kard, csapat           |
| Arany | Nemzeti válogatott Bolvári Antal Boros Ottó Gyarmati Dezső Hevesi István Jeney László Kanizsa Tivadar Kárpáti György Markovits Kálmán Mayer Mihály Szívós István Zádor Ervin | Vízilabda  | Férfi                        |
| Ezüst | Kovács József | Atlétika   | Férfi 10 000 m               |
| Ezüst | Rozsnyói Sándor | Atlétika   | Férfi 3000 m akadály         |
| Ezüst | Polyák Imre | Birkózás   | Kötöttfogás, 62 kg           |
| Ezüst | Hatlaczky Ferenc | Kajak-kenu | Férfi kajak egyes 10 000 m   |
| Ezüst | Hernek István | Kajak-kenu | Férfi kenu egyes 1000 m      |
| Ezüst | Parti János | Kajak-kenu | Férfi kenu egyes 10 000 m    |
| Ezüst | Keleti Ágnes | Torna      | Női egyéni összetett         |
| Ezüst | Bodó Andrea Keleti Ágnes Kertész Alíz Korondi Margit Köteles Erzsébet Tass Olga                                                                                              | Torna      | Női csapat összetett         |
| Ezüst | Székely Éva | Úszás      | Női 200 m mell               |
| Ezüst | Balthazár Lajos Berzsenyi Barnabás Marosi József Nagy Ambrus Rerrich Béla Sákovics József                                                                                    | Vívás      | Férfi párbajtőr, csapat      |
| Bronz | Tóth Gyula | Birkózás   | Kötöttfogás, 67 kg           |
| Bronz | Kiss Lajos | Kajak-kenu | Férfi kajak egyes 1000 m     |
| Bronz | Mohácsi Ferenc Wieland Károly | Kajak-kenu | Férfi kenu kettes 1000 m     |
| Bronz | Farkas Imre Hunics József | Kajak-kenu | Férfi kenu kettes 10 000 m   |
| Bronz | Tass Olga | Torna      | Női ugrás                    |
| Bronz | Tumpek György | Úszás      | Férfi 200 m pillangó         |
| Bronz | Fülöp Mihály Gyuricza József Marosi József Sákovics József Somodi Lajos Tilli Endre                                                                                          | Vívás      | Férfi tőr, csapat            |

## További magyar pontszerzők

### 4. helyezettek
| Név                                     | Sportág       | Versenyszám                                     |
| --------------------------------------- | ------------- | ----------------------------------------------- |
| Tábori László                           | Atlétika      | Férfi 1500 m                                    |
| Szabó Miklós                            | Atlétika      | Férfi 5000 m                                    |
| Hódos Imre                              | Birkózás      | Kötöttfogás, 57 kg                              |
| Tóth Gyula                              | Birkózás      | Szabadfogás, 67 kg                              |
| Hartmann Cecília                        | Kajak-kenu    | Női kajak egyes 500 m                           |
| Gerlach József                          | Műugrás       | Férfi egyéni toronyugrás                        |
| Benedek Gábor Bódy János Moldrich Antal | Öttusa        | Csapat                                          |
| Kovács Miklós                           | Sportlövészet | Férfi futószarvas, egyes és dupla lövés (100 m) |
| Tass Olga                               | Torna         | Női egyéni összetett                            |
| Littomeritzky Mária                     | Úszás         | Női 100 m pillangó                              |

### 5. helyezettek
| Név              | Sportág       | Versenyszám                                     |
| ---------------- | ------------- | ----------------------------------------------- |
| Róka Antal       | Atlétika      | Férfi 50 km gyaloglás                           |
| Csermák József   | Atlétika      | Férfi kalapácsvetés                             |
| Baranya István   | Birkózás      | Kötöttfogás, 52 kg                              |
| Gurics György    | Birkózás      | Kötöttfogás, 79 kg                              |
| Dőry András      | Ökölvívás     | Váltósúly                                       |
| Kocsis Miklós    | Sportlövészet | Férfi futószarvas, egyes és dupla lövés (100 m) |
| Székely Ripszima | Úszás         | Női 400 m gyors                                 |
| Killermann Klára | Úszás         | Női 200 m mell                                  |
| Gerevich Aladár  | Vívás         | Férfi kard, egyéni                              |
| Balthazár Lajos  | Vívás         | Férfi párbajtőr, egyéni                         |
| Gyuricza József  | Vívás         | Férfi tőr, egyéni                               |

### 6. helyezettek
| Név           | Sportág       | Versenyszám                |
| ------------- | ------------- | -------------------------- |
| Tábori László | Atlétika      | Férfi 5000 m               |
| Benedek Gábor | Öttusa        | Férfi egyéni               |
| Kun Szilárd   | Sportlövészet | Férfi gyorstüzelő pisztoly |
| Krebs Sándor  | Sportlövészet | Férfi sportpuska, fekvő    |
| Kertész Alíz  | Torna         | Női felemás korlát         |
| Tass Olga     | Torna         | Női felemás korlát         |

## Eredményesség sportáganként
Az egyes sportágak eredményessége, illetve az induló versenyzők száma a következő (zárójelben a magyar indulókkal rendezett versenyszámok száma, kiemelve az egyes oszlopokban előforduló legmagasabb érték, vagy értékek):
| Sportág, szakág | Helyezések száma | Helyezések száma | Helyezések száma | Helyezések száma | Helyezések száma | Helyezések száma | Olimpiai pont | Indulók száma | Indulók száma | Indulók száma |
| Sportág, szakág |                  |                  |                  | 4.               | 5.               | 6.               | Olimpiai pont | Férfi         | Nő            | Össz.         |
| atlétika        | 0                | 2                | 0                | 2                | 2                | 1                | 21            | 17            | 2             | 19            |
| birkózás        | 0                | 1                | 1                | 2                | 2                | 0                | 19            | 8             | 0             | 8             |
| evezés          | 0                | 0                | 0                | 0                | 0                | 0                | 0             | 4             | 0             | 4             |
| kajak-kenu      | 1                | 3                | 3                | 1                | 0                | 0                | 37            | 12            | 1             | 13            |
| lovaglás        | 0                | 0                | 0                | 0                | 0                | 0                | 0             | 3             | 0             | 3             |
| műugrás         | 0                | 0                | 0                | 1                | 0                | 0                | 3             | 2             | 0             | 2             |
| ökölvívás       | 1                | 0                | 0                | 0                | 1                | 0                | 9             | 2             | 0             | 2             |
| öttusa          | 0                | 0                | 0                | 1                | 0                | 1                | 4             | 3             | 0             | 3             |
| sportlövészet   | 0                | 0                | 0                | 1                | 1                | 2                | 7             | 5             | 0             | 5             |
| torna           | 4                | 2                | 1                | 1                | 0                | 2                | 47            | 2             | 6             | 8             |
| úszás           | 0                | 1                | 1                | 1                | 2                | 0                | 16            | 7             | 9             | 161           |
| vívás           | 2                | 1                | 1                | 0                | 3                | 0                | 29            | 16            | 2             | 18            |
| vízilabda       | 1                | 0                | 0                | 0                | 0                | 0                | 7             | 11            | 0             | 111           |
| Összesen        | 9                | 10               | 7                | 10               | 11               | 6                | 199           | 91            | 20            | 111           |

- 1. Szívós István úszásban és vízilabdában is indult.

## Atlétika
Férfi
| Versenyző                                                 | Versenyszám     | Előfutam | Előfutam | Negyeddöntő | Negyeddöntő | Elődöntő | Elődöntő | Döntő         | Döntő         |
| Versenyző                                                 | Versenyszám     | Idő      | Hely.    | Idő         | Hely.       | Idő      | Hely.    | Idő           | Helyezés      |
| --------------------------------------------------------- | --------------- | -------- | -------- | ----------- | ----------- | -------- | -------- | ------------- | ------------- |
| Varasdi Géza                                              | 100 m           | 10,8     | 3.       | kiesett     | kiesett     | kiesett  | kiesett  | kiesett       | kiesett       |
| Goldoványi Béla                                           | 100 m           | 10,8     | 2.       | 10,8        | 4.          | kiesett  | kiesett  | kiesett       | kiesett       |
| Goldoványi Béla                                           | 200 m           | 21,9     | 2.       | 21,5        | 5.          | kiesett  | kiesett  | kiesett       | kiesett       |
| Jakabfy Sándor                                            | 200 m           | 21,6     | 5.       | kiesett     | kiesett     | kiesett  | kiesett  | kiesett       | kiesett       |
| Szentgáli Lajos                                           | 800 m           | 1:51,8   | 3.       |             | 1:53,9      | 5.       | kiesett  | kiesett       |               |
| Rózsavölgyi István                                        | 1500 m          | 3:49,4   | 5.       |             |             |          |          | kiesett       | kiesett       |
| Tábori László                                             | 1500 m          | 3:48,0   | 4.       |             |             |          |          | 3:42,4        | 4.            |
| Tábori László                                             | 5000 m          | 14:18,6  | 3.       |             |             |          |          | 14:09,8       | 6.            |
| Szabó Miklós                                              | 5000 m          | 14:32,6  | 4.       |             |             |          |          | 14:03,4       | 4.            |
| Kovács József                                             | 10 000 m        |          | 28:52,4  |             |             |          |          |               |               |
| Jeszenszky László                                         | 3000 m akadály  | 9:04,2   | 8.       |             |             |          |          | kiesett       | kiesett       |
| Rozsnyói Sándor                                           | 3000 m akadály  | 8:46,6   | 1.       |             |             |          |          | 8:43,6        |               |
| Róka Antal                                                | 50 km gyaloglás |          |          |             |             |          |          | 4:50:09,0     | 5.            |
| Somogyi János                                             | 50 km gyaloglás |          |          |             |             |          |          | nem ért célba | nem ért célba |
| Jakabfy Sándor Varasdi Géza Csányi György Goldoványi Béla | 4 × 100 m váltó | 41,5     | 2.       |             | 41,5        | 5.       | kiesett  | kiesett       |               |

| Versenyző       | Versenyszám   | Selejtező | Selejtező | Döntő    | Döntő    |
| Versenyző       | Versenyszám   | Eredmény  | Helyezés  | Eredmény | Helyezés |
| --------------- | ------------- | --------- | --------- | -------- | -------- |
| Földessy Ödön   | Távolugrás    | 696 cm    | 21.       | kiesett  | kiesett  |
| Klics Ferenc    | Diszkoszvetés | 47,31 m   | 14.       | 51,82 m  | 7.       |
| Csermák József  | Kalapácsvetés | 57,95 m   | 6.        | 60,70 m  | 5.       |
| Krasznai Sándor | Gerelyhajítás | 67,39 m   | 15.       | 66,33 m  | 13.      |

Női
| Versenyző     | Versenyszám   | Selejtező | Selejtező | Döntő    | Döntő    |
| Versenyző     | Versenyszám   | Eredmény  | Helyezés  | Eredmény | Helyezés |
| ------------- | ------------- | --------- | --------- | -------- | -------- |
| Gyarmati Olga | Távolugrás    | 576 cm    | 10.       | 566 cm   | 11.      |
| Vígh Erzsébet | Gerelyhajítás | 44,60 m   | 9.        | 48,07 m  | 7.       |

## Birkózás
Kötöttfogású
| Versenyző       | Versenyszám | 1. forduló                         | 1. forduló | 1. forduló | 2. forduló                       | 2. forduló | 2. forduló | 3. forduló                    | 3. forduló | 3. forduló | 4. forduló                         | 4. forduló | 4. forduló | 5. forduló                | 5. forduló | 5. forduló | 6. forduló        | 6. forduló | 6. forduló | 7. forduló                   | 7. forduló | 7. forduló | Döntő                             | Döntő   | Döntő   | Helyezés    |
| Versenyző       | Versenyszám | Ellenfél Eredmény                  | Pont       | Hely.      | Ellenfél Eredmény                | Pont       | Hely.      | Ellenfél Eredmény             | Pont       | Hely.      | Ellenfél Eredmény                  | Pont       | Hely.      | Ellenfél Eredmény         | Pont       | Hely.      | Ellenfél Eredmény | Pont       | Hely.      | Ellenfél Eredmény            | Pont       | Hely.      | Ellenfél Eredmény                 | Pont    | Hely.   | Helyezés    |
| --------------- | ----------- | ---------------------------------- | ---------- | ---------- | -------------------------------- | ---------- | ---------- | ----------------------------- | ---------- | ---------- | ---------------------------------- | ---------- | ---------- | ------------------------- | ---------- | ---------- | ----------------- | ---------- | ---------- | ---------------------------- | ---------- | ---------- | --------------------------------- | ------- | ------- | ----------- |
| Baranya István  | 52 kg       | Borivoj Vukov (YUG) · 3-0          | 1          | =3.        | Maurice Mewis (BEL) · 3-0        | 2          | =2.        | Ignazio Fabra (ITA) · 0-3     | 5          | =5.        | kiesett                            | kiesett    | kiesett    |                           |            |            |                   |            |            |                              |            |            | kiesett                           | kiesett | kiesett | 5.          |
| Hódos Imre      | 57 kg       | Reijo Nykänen (FIN) · 3-0          | 1          | =3.        | Kent Townley (USA) · 3-0         | 2          | =2.        | Adolfo Díaz (ARG) · kétvállas | 2          | =1.        | Konsztantyin Virupajev (URS) · 0-3 | 5          | =4.        | kiesett                   | kiesett    | kiesett    |                   |            |            |                              |            |            | kiesett                           | kiesett | kiesett | 4.          |
| Polyák Imre     | 62 kg       | Umberto Trippa (ITA) · 2-1         | 1          | =3.        | Alan Rice (USA) · 3-0            | 2          | 3.         | Ion Popescu (ROU) · 3-0       | 3          | =2.        | Müzahir Sille (TUR) · kétvállas    | 3          | =1.        | Rauno Mäkinen (FIN) · 1-2 | 5          | 3.         |                   |            |            |                              |            |            | Roman Dzeneladze (URS) · 2-1      | 6       | 2.      |             |
| Tóth Gyula      | 67 kg       | Dumitru Gheorghe (ROU) · kétvállas | 0          | =1.        | Vladimir Rosin (URS) · 2-1       | 1          | 2.         | Bartl Brötzner (AUT) · 3-0    | 2          | 2.         | erőnyerő                           | 2          | 2.         | erőnyerő                  | 2          | 2.         | erőnyerő          | 2          | 2.         | Rıza Doğan (TUR) · kétvállas | 5          | 2.         | Kyösti Lehtonen (FIN) · kétvállas | 8       | 3.      |             |
| Szilvásy Miklós | 73 kg       | Mithat Bayrak (TUR) · 1-2          | 2          | 7.         | Jay Holt (USA) · 3-0             | 3          | =4.        | Veikko Rantanen (FIN) · 0-3   | 6          | =6.        | kiesett                            | kiesett    | kiesett    | kiesett                   | kiesett    | kiesett    |                   |            |            |                              |            |            | kiesett                           | kiesett | kiesett | helyezetlen |
| Gurics György   | 79 kg       | Jim Peckham (USA) · 2-1            | 1          | =4.        | İsmet Atlı (TUR) · 3-0           | 2          | =3.        | Givi Kartozija (URS) · 0-3    | 5          | =5.        | kiesett                            | kiesett    | kiesett    |                           |            |            |                   |            |            |                              |            |            | kiesett                           | kiesett | kiesett | 5.          |
| Kovács Gyula    | 87 kg       | Adil Atan (TUR) · 1-2              | 2          | =6.        | Valentyin Nyikolajev (URS) · 0-3 | 5          | =9.        | kiesett                       | kiesett    | kiesett    | kiesett                            | kiesett    | kiesett    |                           |            |            |                   |            |            |                              |            |            | kiesett                           | kiesett | kiesett | helyezetlen |

Szabadfogású
| Versenyző       | Versenyszám | 1. forduló                   | 1. forduló | 1. forduló | 2. forduló                  | 2. forduló | 2. forduló | 3. forduló                          | 3. forduló | 3. forduló | 4. forduló                   | 4. forduló | 4. forduló | 5. forduló                                | 5. forduló | 5. forduló | Döntő             | Döntő   | Döntő   | Helyezés    |
| Versenyző       | Versenyszám | Ellenfél Eredmény            | Pont       | Hely.      | Ellenfél Eredmény           | Pont       | Hely.      | Ellenfél Eredmény                   | Pont       | Hely.      | Ellenfél Eredmény            | Pont       | Hely.      | Ellenfél Eredmény                         | Pont       | Hely.      | Ellenfél Eredmény | Pont    | Hely.   | Helyezés    |
| --------------- | ----------- | ---------------------------- | ---------- | ---------- | --------------------------- | ---------- | ---------- | ----------------------------------- | ---------- | ---------- | ---------------------------- | ---------- | ---------- | ----------------------------------------- | ---------- | ---------- | ----------------- | ------- | ------- | ----------- |
| Galántai Bálint | 62 kg       | Myron Roderick (USA) · 0-3   | 3          | =8.        | Abe Geldenhuys (RSA) · 0-3  | 6          | =11.       | kiesett                             | kiesett    | kiesett    | kiesett                      | kiesett    | kiesett    | kiesett                                   | kiesett    | kiesett    | kiesett           | kiesett | kiesett | helyezetlen |
| Tóth Gyula      | 67 kg       | Juan Rolón (ARG) · kétvállas | 0          | =1.        | Imam-Ali Habibi (IRI) · 0-3 | 3          | =8.        | Olle Anderberg (SWE) · visszalépett | 3          | =5.        | Jay Thomas Evans (USA) · 3-0 | 4          | 4.         | Alimbeg Besztajev (URS) · 2-1 · óvás után | 6          | 4.         | kiesett           | kiesett | kiesett | 4.          |

## Evezés
| Versenyző                                         | Versenyszám              | Előfutam | Előfutam | Vigaszág | Vigaszág | Elődöntő | Elődöntő | Döntő   | Döntő   | Helyezés    |
| Versenyző                                         | Versenyszám              | Idő      | Hely.    | Idő      | Hely.    | Idő      | Hely.    | Idő     | Hely.   | Helyezés    |
| ------------------------------------------------- | ------------------------ | -------- | -------- | -------- | -------- | -------- | -------- | ------- | ------- | ----------- |
| Kovács Csaba Riheczky Rezső Kávay Zoltán Ütő Géza | Kormányos nélküli négyes | 6:40,6   | 2.       | 8:17,0   | 2.       | kiesett  | kiesett  | kiesett | kiesett | helyezetlen |

## Kajak-kenu
Férfi
| Versenyző                     | Versenyszám           | Előfutam | Előfutam | Döntő   | Döntő    |
| Versenyző                     | Versenyszám           | Idő      | Hely.    | Idő     | Helyezés |
| ----------------------------- | --------------------- | -------- | -------- | ------- | -------- |
| Kiss Lajos                    | Kajak egyes 1000 m    | 4:35,8   | 2.       | 4:16,2  |          |
| Hatlaczky Ferenc              | Kajak egyes 10 000 m  |          |          | 47:53,3 |          |
| Vágyóczky Imre Szigeti Zoltán | Kajak kettes 1000 m   | 4:00,3   | 5.       | kiesett | kiesett  |
| Urányi János Fábián László    | Kajak kettes 10 000 m |          |          | 43:37,0 |          |
| Hernek István                 | Kenu egyes 1000 m     |          |          | 5:06,2  |          |
| Parti János                   | Kenu egyes 10 000 m   |          |          | 57:11,0 |          |
| Wieland Károly Mohácsi Ferenc | Kenu kettes 1000 m    | 5:02,5   | 1.       | 4:54,3  |          |
| Farkas Imre Hunics József     | Kenu kettes 10 000 m  |          |          | 55:15,6 |          |

Női
| Versenyző        | Versenyszám       | Előfutam | Előfutam | Döntő  | Döntő    |
| Versenyző        | Versenyszám       | Idő      | Hely.    | Idő    | Helyezés |
| ---------------- | ----------------- | -------- | -------- | ------ | -------- |
| Hartmann Cecília | Kajak egyes 500 m | 2:25,3   | 2.       | 2:23,5 | 4.       |

## Lovaglás
megjegyzés: A lovas versenyszámokat a svédországi Stockholmban rendezték meg a szigorú ausztrál állat-egészségügyi szabályok miatt.
Díjugratás
| Versenyző                                 | Ló                   | Versenyszám | 1. forduló | 1. forduló | 2. forduló    | 2. forduló    | Összesen    | Összesen    |
| Versenyző                                 | Ló                   | Versenyszám | Pont       | Hely.      | Pont          | Hely.         | Pont        | Helyezés    |
| ----------------------------------------- | -------------------- | ----------- | ---------- | ---------- | ------------- | ------------- | ----------- | ----------- |
| Somlay Lajos                              | Dobos                | Egyéni      | 108,50     | =49.       | nem ért célba | nem ért célba | helyezetlen | helyezetlen |
| Szatola Albert                            | Aranyos              | Egyéni      | 16,00      | =12.       | 8,00          | =10.          | 24,00       | =11.        |
| Szondy István                             | Higany               | Egyéni      | 108,50     | =49.       | nem ért célba | nem ért célba | helyezetlen | helyezetlen |
| Somlay Lajos Szatola Albert Szondy István | Dobos Aranyos Higany | Csapat      | 233,00     | 18.        | nem ért célba | nem ért célba | helyezetlen | helyezetlen |

## Műugrás
Férfi
| Versenyző      | Versenyszám        | Selejtező | Selejtező | Döntő   | Döntő   | Döntő    |
| Versenyző      | Versenyszám        | Pont      | Helyezés  | Pont    | Össz.   | Helyezés |
| -------------- | ------------------ | --------- | --------- | ------- | ------- | -------- |
| Gerlach József | Egyéni műugrás     | 80,45     | 8.        | 55,63   | 136,08  | 8.       |
| Gerlach József | Egyéni toronyugrás | 77,77     | 3.        | 71,48   | 149,25  | 4.       |
| Siák Ferenc    | Egyéni toronyugrás | 72,85     | 9.        | 65,98   | 138,83  | 7.       |
| Siák Ferenc    | Egyéni műugrás     | 74,60     | 13.       | kiesett | kiesett | kiesett  |

## Ökölvívás

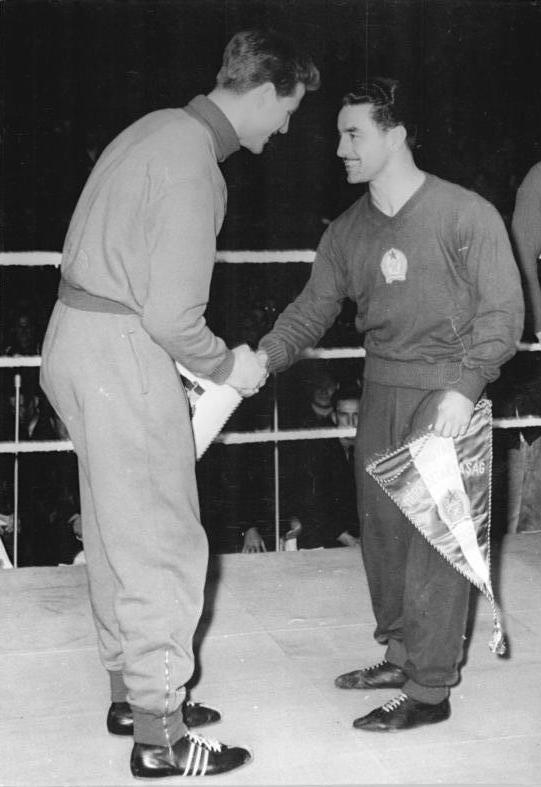
Papp László a képen jobbról 1955-ben

| Versenyző   | Versenyszám   | Nyolcaddöntő            | Negyeddöntő               | Elődöntő                          | Döntő                  | Helyezés |
| Versenyző   | Versenyszám   | Ellenfél Eredmény       | Ellenfél Eredmény         | Ellenfél Eredmény                 | Ellenfél Eredmény      | Helyezés |
| ----------- | ------------- | ----------------------- | ------------------------- | --------------------------------- | ---------------------- | -------- |
| Dőry András | Váltósúly     | Bait Hussain (PAK) · GY | Kevin Hogarth (AUS) · V   | kiesett                           | kiesett                | 5.       |
| Papp László | Nagyváltósúly | erőnyerő                | Alberto Sáenz (ARG) · RSC | Zbigniew Pietrzykowski (POL) · GY | José Torres (USA) · GY |          |

## Öttusa
| Versenyző                               | Versenyszám | Lovaglás | Lovaglás | Lovaglás | Lovaglás | Vívás    | Vívás  | Vívás | Lövészet | Lövészet | Lövészet | Úszás  | Úszás  | Úszás | Futás   | Futás  | Futás | Összesen    | Összesen |
| Versenyző                               | Versenyszám | Idő      | Bünt.    | Pont     | Hely.    | Eredmény | Pont   | Hely. | Pontszám | Pont     | Hely.    | Idő    | Pont   | Hely. | Idő     | Pont   | Hely. | Összes pont | Helyezés |
| --------------------------------------- | ----------- | -------- | -------- | -------- | -------- | -------- | ------ | ----- | -------- | -------- | -------- | ------ | ------ | ----- | ------- | ------ | ----- | ----------- | -------- |
| Benedek Gábor                           | Egyéni      | 10:56    | 0        | 860,0    | 11.      | 23–12    | 889,0  | 4.    | 191      | 920,0    | 2.       | 4:29,8 | 855,0  | 18.   | 14:18,4 | 1126,0 | 10.   | 4650,0      | 6.       |
| Bódy János                              | Egyéni      | 10:43    | 120      | 772,5    | 15.      | 23–12    | 889,0  | 4.    | 186      | 820,0    | 10.      | 4:41,3 | 795,0  | 24.   | 14:27,8 | 1099,0 | 14.   | 4375,5      | 10.      |
| Moldrich Antal                          | Egyéni      | 14:10    | 375      | 95,0     | 30.      | 24–11    | 926,0  | 3.    | 181      | 720,0    | 24.      | 3:58,3 | 1010,0 | 4.    | 15:28,6 | 916,0  | 24.   | 3667,0      | 21.      |
| Benedek Gábor Bódy János Moldrich Antal | Csapat      |          |          | 1727,5   | 4.       |          | 2566,0 | 1.    |          | 2460,0   | 5.       |        | 2660,0 | 4.    |         | 3141,0 | 4.    | 12554,5     | 4.       |

## Sportlövészet
Férfi
| Versenyző     | Versenyszám                               | Döntő | Döntő    |
| Versenyző     | Versenyszám                               | Pont  | Helyezés |
| ------------- | ----------------------------------------- | ----- | -------- |
| Kun Szilárd   | Gyorstüzelő pisztoly                      | 578   | 6.       |
| Takács Károly | Gyorstüzelő pisztoly                      | 575   | 8.       |
| Krebs Sándor  | Sportpuska, fekvő                         | 598   | 6.       |
| Krebs Sándor  | Sportpuska, összetett                     | 1154  | 10.      |
| Krebs Sándor  | Szabadpuska, összetett (300 m)            | 1078  | 9.       |
| Kocsis Miklós | Futószarvas, egyes és dupla lövés (100 m) | 416   | 5.       |
| Kovács Miklós | Futószarvas, egyes és dupla lövés (100 m) | 417   | 4.       |

## Torna
Férfi
| Versenyző     | Versenyszám      | Döntő    | Döntő    |
| Versenyző     | Versenyszám      | Pontszám | Helyezés |
| ------------- | ---------------- | -------- | -------- |
| Héder János   | Talaj            | 17,40    | 49.      |
| Héder János   | Ugrás            | 18,20    | =39.     |
| Héder János   | Korlát           | 18,30    | =33.     |
| Héder János   | Nyújtó           | 17,45    | 51.      |
| Héder János   | Gyűrű            | 18,10    | =28.     |
| Héder János   | Lólengés         | 17,85    | =38.     |
| Héder János   | Egyéni összetett | 107,30   | 44.      |
| Takács Attila | Talaj            | 18,40    | =23.     |
| Takács Attila | Ugrás            | 18,55    | =11.     |
| Takács Attila | Korlát           | 18,65    | =21.     |
| Takács Attila | Nyújtó           | 17,90    | =44.     |
| Takács Attila | Gyűrű            | 18,20    | =23.     |
| Takács Attila | Lólengés         | 18,45    | =22.     |
| Takács Attila | Egyéni összetett | 110,15   | 24.      |

Női
| Versenyző                                                                       | Versenyszám      | Döntő    | Döntő    |
| Versenyző                                                                       | Versenyszám      | Pontszám | Helyezés |
| ------------------------------------------------------------------------------- | ---------------- | -------- | -------- |
| Bodó Andrea                                                                     | Talaj            | 18,100   | =30.     |
| Bodó Andrea                                                                     | Ugrás            | 18,266   | =13.     |
| Bodó Andrea                                                                     | Felemás korlát   | 18,400   | 13.      |
| Bodó Andrea                                                                     | Gerenda          | 18,133   | =16.     |
| Bodó Andrea                                                                     | Egyéni összetett | 72,900   | =14.     |
| Keleti Ágnes                                                                    | Talaj            | 18,733   | =        |
| Keleti Ágnes                                                                    | Ugrás            | 18,133   | =23.     |
| Keleti Ágnes                                                                    | Felemás korlát   | 18,966   |          |
| Keleti Ágnes                                                                    | Gerenda          | 18,800   |          |
| Keleti Ágnes                                                                    | Egyéni összetett | 74,633   |          |
| Kertész Alíz                                                                    | Talaj            | 18,033   | 34.      |
| Kertész Alíz                                                                    | Ugrás            | 8,766    | 64.      |
| Kertész Alíz                                                                    | Felemás korlát   | 18,633   | =6.      |
| Kertész Alíz                                                                    | Gerenda          | 17,966   | 23.      |
| Kertész Alíz                                                                    | Egyéni összetett | 63,400   | 61.      |
| Korondi Margit                                                                  | Talaj            | 18,133   | =25.     |
| Korondi Margit                                                                  | Ugrás            | 18,233   | =16.     |
| Korondi Margit                                                                  | Felemás korlát   | 18,500   | 12.      |
| Korondi Margit                                                                  | Gerenda          | 18,466   | =7.      |
| Korondi Margit                                                                  | Egyéni összetett | 73,333   | 12.      |
| Köteles Erzsébet                                                                | Talaj            | 18,066   | 33.      |
| Köteles Erzsébet                                                                | Ugrás            | 17,900   | =40.     |
| Köteles Erzsébet                                                                | Felemás korlát   | 18,133   | =24.     |
| Köteles Erzsébet                                                                | Gerenda          | 18,100   | 19.      |
| Köteles Erzsébet                                                                | Egyéni összetett | 72,200   | 18.      |
| Tass Olga                                                                       | Talaj            | 18,533   | 7.       |
| Tass Olga                                                                       | Ugrás            | 18,733   | =        |
| Tass Olga                                                                       | Felemás korlát   | 18,633   | =6.      |
| Tass Olga                                                                       | Gerenda          | 18,466   | =7.      |
| Tass Olga                                                                       | Egyéni összetett | 74,366   | =4.      |
| Bodó Andrea Keleti Ágnes Kertész Alíz Korondi Margit Köteles Erzsébet Tass Olga | Csapat összetett | 443,484  |          |

| Versenyző                                                                       | Versenyszám              | Döntő  | Döntő    | Döntő    |
| Versenyző                                                                       | Versenyszám              | Eszköz | Pontszám | Helyezés |
| ------------------------------------------------------------------------------- | ------------------------ | ------ | -------- | -------- |
| Bodó Andrea Keleti Ágnes Kertész Alíz Korondi Margit Köteles Erzsébet Tass Olga | Csapat kéziszergyakorlat | Szalag | 75,20    |          |

## Úszás
Férfi
| Versenyző                                            | Versenyszám          | Előfutam | Előfutam | Előfutam | Elődöntő | Elődöntő | Elődöntő | Döntő   | Döntő    |
| Versenyző                                            | Versenyszám          | Idő      | Hely.    | Össz.    | Idő      | Hely.    | Össz.    | Idő     | Helyezés |
| ---------------------------------------------------- | -------------------- | -------- | -------- | -------- | -------- | -------- | -------- | ------- | -------- |
| Dobay Gyula                                          | 100 m gyors          | 58,5     | 4.       | 14.*     | 58,1     | 5.       | 10.*     | kiesett | kiesett  |
| Csordás György                                       | 1500 m gyors         | 19:44,2  | 5.       | 18.      |          |          |          | kiesett | kiesett  |
| Záborszky Sándor                                     | 1500 m gyors         | 19:01,2  | 2.       | 10.      |          |          |          | kiesett | kiesett  |
| Áts Jenő                                             | 400 m gyors          | 4:47,6   | 4.       | 22.      |          |          |          | kiesett | kiesett  |
| Áts Jenő                                             | 200 m pillangó       | 2:31,1   | 5.       | 10.      |          |          |          | kiesett | kiesett  |
| Tumpek György                                        | 200 m pillangó       | 2:23,3   | 1.       | 2.       |          |          |          | 2:23,9  |          |
| Magyar László                                        | 100 m hát            | 1:06,1   | 3.       | 7.       | 1:07,6   | 7.       | 13.**    | kiesett | kiesett  |
| Szívós István                                        | 200 m mell           | 3:18,7   | 5.       | 16.      |          |          |          | kiesett | kiesett  |
| Dobay Gyula Csordás György Záborszky Sándor Áts Jenő | 4 × 200 m gyorsváltó | 8:57,2   | 5.       | 10.      |          |          |          | kiesett | kiesett  |

Női
| Versenyző                                                    | Versenyszám          | Előfutam | Előfutam | Előfutam | Elődöntő | Elődöntő | Elődöntő | Döntő   | Döntő    |
| Versenyző                                                    | Versenyszám          | Idő      | Hely.    | Össz.    | Idő      | Hely.    | Össz.    | Idő     | Helyezés |
| ------------------------------------------------------------ | -------------------- | -------- | -------- | -------- | -------- | -------- | -------- | ------- | -------- |
| Ördögh Zsuzsa                                                | 100 m gyors          | 1:06,5   | 2.       | 9.*      | 1:06,9   | 6.       | 14.*     | kiesett | kiesett  |
| Szőke Katalin                                                | 100 m gyors          | 1:08,0   | 2.       | 17.      | kiesett  | kiesett  | kiesett  | kiesett | kiesett  |
| Gyenge Valéria                                               | 100 m gyors          | 1:06,6   | 2.       | 11.      | 1:06,4   | 5.       | 11.      | kiesett | kiesett  |
| Gyenge Valéria                                               | 400 m gyors          | 5:14,2   | 1.       | 7.       |          |          |          | 5:21,0  | 8.       |
| Székely Ripszima                                             | 400 m gyors          | 5:10,5   | 3.       | 6.       |          |          |          | 5:14,2  | 5.       |
| Pajor Éva                                                    | 100 m hát            | 1:15,3   | 4.       | 9.       |          |          |          | kiesett | kiesett  |
| Temes Judit                                                  | 100 m hát            | 1:17,6   | 7.       | 20.      |          |          |          | kiesett | kiesett  |
| Killermann Klára                                             | 200 m mell           | 2:54,6   | 2.       | 2.       |          |          |          | 2:56,1  | 5.       |
| Székely Éva                                                  | 200 m mell           | 2:55,8   | 1.       | 4.       |          |          |          | 2:54,8  |          |
| Littomeritzky Mária                                          | 100 m pillangó       | 1:15,2   | 3.       | 5.       |          |          |          | 1:14,9  | 4.       |
| Littomeritzky Mária Szőke Katalin Temes Judit Gyenge Valéria | 4 × 100 m gyorsváltó | 4:28,1   | 2.       | 5.       |          |          |          | 4:31,1  | 7.       |

* - egy másik versenyzővel azonos időt ért el

** - két másik versenyzővel azonos időt ért el

## Vívás
Férfi
| Versenyző                                                                                 | Versenyszám       | Csoportkör                                                                                   | Csoportkör | Csoportkör | Csoportkör       | Csoportkör | Csoportkör       | Csoportkör | Csoportkör | Helyezés    |
| Versenyző                                                                                 | Versenyszám       | 1. kör                                                                                       | 1. kör     | Negyeddöntő | Negyeddöntő      | Elődöntő | Elődöntő         | Döntő | Döntő      | Helyezés    |
| Versenyző                                                                                 | Versenyszám       | Ellenfél Eredmény                                                                            | Hely.      | Ellenfél Eredmény | Hely.            | Ellenfél Eredmény | Hely.            | Ellenfél Eredmény | Hely.      | Helyezés    |
| ----------------------------------------------------------------------------------------- | ----------------- | -------------------------------------------------------------------------------------------- | ---------- | --- | ---------------- | --- | ---------------- | --- | ---------- | ----------- |
| Fülöp Mihály                                                                              | Tőr, egyéni       |                                                                                              |            | 4. csoport · André Verhalle (BEL) · 5-4 · David McKenzie (AUS) · 5-2 · Roland Asselin (CAN) · 5-2 · Emilio Echeverry (COL) · 5-1 · Mark Midler (URS) · 4-5 · Christian d’Oriola (FRA) · 3-5 · René Paul (GBR) · 2-5                                                                   | 5.               | kiesett | kiesett          | kiesett | kiesett    | helyezetlen |
| Gyuricza József                                                                           | Tőr, egyéni       |                                                                                              |            | 1. csoport · Antonio Spallino (ITA) · 5-3 · Allan Jay (GBR) · 5-4 · Harold Goldsmith (USA) · 5-2 · Benito Ramos (MEX) · 5-2 · Pablo Uribe (COL) · 5-2 · Masayuki Sano (JPN) · 5-0 · Jurij Rudov (URS) · nem vívtak                                                                    | 1.               | 2. csoport · Christian d’Oriola (FRA) · 5-2 · Giancarlo Bergamini (ITA) · 5-2 · Jurij Oszipov (URS) · 5-2 · René Paul (GBR) · 5-3 · Allan Jay (GBR) · 4-5 · Günter Stratmann (EUA) · 4-5 · Brian McCowage (AUS) · 3-5 · Rájátszás: · Günter Stratmann (EUA) · 5-2 · Allan Jay (GBR) · nem vívtak             | 3. Rájátszás: 1. | Döntő csoport · Allan Jay (GBR) · 5-3 · Mark Midler (URS) · 5-0 · Raymond Paul (GBR) · 5-0 · Christian d’Oriola (FRA) · 1-5 · Giancarlo Bergamini (ITA) · 3-5 · Antonio Spallino (ITA) · 3-5 · Claude Netter (FRA) · 1-5                                                                                    | 5.         | 5.          |
| Somodi Lajos                                                                              | Tőr, egyéni       |                                                                                              |            | 3. csoport · Raymond Paul (GBR) · 5-4 · Ghislain Delaunois (BEL) · 5-0 · Claude Netter (FRA) · 3-5 · Brian McCowage (AUS) · 3-5 · Giancarlo Bergamini (ITA) · 4-5 · Byron Krieger (USA) · 0-5 · Santiago Massini (ARG) · nem vívtak                                                   | 6.               | kiesett | kiesett          | kiesett | kiesett    | helyezetlen |
| Balthazár Lajos                                                                           | Párbajtőr, egyéni | erőnyerő                                                                                     | erőnyerő   | 2. csoport · Arnold Csarnusevics (URS) · 5-4 · Kinmont Hoitsma (USA) · 5-2 · Roger Achten (BEL) · 5-4 · Per Carleson (SWE) · 2-5 · René Queyroux (FRA) · 2-5 · Carlo Pavesi (ITA) · 3-5                                                                                               | 4.               | 1. csoport · René Queyroux (FRA) · 5-4 · Edoardo Mangiarotti (ITA) · 5-1 · Carl Forssell (SWE) · 5-4 · Sewall Shurtz (USA) · 5-1 · Édouard Schmit (LUX) · 5-3 · Giuseppe Delfino (ITA) · 5-5 · Ghislain Delaunois (BEL) · 2-5                                                                                | 2.               | Döntő csoport · Edoardo Mangiarotti (ITA) · 5-3 · René Queyroux (FRA) · 5-4 · Per Carleson (SWE) · 5-3 · Rolf Wiik (FIN) · 5-4 · Carlo Pavesi (ITA) · 3-5 · Giuseppe Delfino (ITA) · 5-5 · Richard Pew (USA) · 2-5                                                                                          | 5.         | 5.          |
| Rerrich Béla                                                                              | Párbajtőr, egyéni | erőnyerő                                                                                     | erőnyerő   | 1. csoport · Carl Forssell (SWE) · 5-1 · Émile Gretsch (LUX) · 5-4 · Jacques Debeur (BEL) · 5-3 · Edoardo Mangiarotti (ITA) · 2-5 · Richard Pew (USA) · 1-5 · Bill Hoskyns (GBR) · 2-5 · Rájátszás: · Richard Pew (USA) · 5-5 · Carl Forssell (SWE) · 3-5 · Émile Gretsch (LUX) · 4-5 | 5. Rájátszás: 4. | kiesett | kiesett          | kiesett | kiesett    | helyezetlen |
| Sákovics József                                                                           | Párbajtőr, egyéni | erőnyerő                                                                                     | erőnyerő   | 4. csoport · Berndt-Otto Rehbinder (SWE) · 5-3 · Rolf Wiik (FIN) · 5-2 · Ivan Lund (AUS) · 5-4 · Michael Howard (GBR) · 5-4 · Daniel Dagallier (FRA) · 3-5 · Sewall Shurtz (USA) · nem vívtak                                                                                         | 2.               | 2. csoport · Richard Pew (USA) · 2-5 · Per Carleson (SWE) · 4-5 · Carlo Pavesi (ITA) · 4-5 · Rolf Wiik (FIN) · 2-5 · Émile Gretsch (LUX) · 3-5 · Armand Mouyal (FRA) · 2-5 · Berndt-Otto Rehbinder (SWE) · 1-5                                                                                               | 8.               | kiesett | kiesett    | helyezetlen |
| Gerevich Aladár                                                                           | Kard, egyéni      | erőnyerő                                                                                     | erőnyerő   | 2. csoport · Luigi Narduzzi (ITA) · nincs adat · Jevhen Cserepovszkij (URS) · nincs adat · Marcel Van Der Auwera (BEL) · nincs adat · Olgierd Porebski (GBR) · nincs adat · Marian Kuszewski (POL) · nincs adat · Emilio Echeverry (COL) · nincs adat · Összesítés: 5GY-1V (29-17)    | 1.               | 2. csoport · Kovács Pál (HUN) · nincs adat · Lev Kuznyecov (URS) · nincs adat · Wojciech Zabłocki (POL) · nincs adat · Roberto Ferrari (ITA) · nincs adat · Jacques Roulot (FRA) · nincs adat · George Worth (USA) · nincs adat · Marcel Van Der Auwera (BEL) · nincs adat · Összesítés: 5GY-2V (30-25)      | 2.               | Döntő csoport · Kárpáti Rudolf (HUN) · nincs adat · Jerzy Pawłowski (POL) · nincs adat · Lev Kuznyecov (URS) · nincs adat · Jacques Lefèvre (FRA) · nincs adat · Wojciech Zabłocki (POL) · nincs adat · Kovács Pál (HUN) · nincs adat · Luigi Narduzzi (ITA) · nincs adat · Összesítés: 3GY-4V (40-31)      | 5.         | 5.          |
| Kárpáti Rudolf                                                                            | Kard, egyéni      | erőnyerő                                                                                     | erőnyerő   | 3. csoport · Jacques Roulot (FRA) · nincs adat · Wojciech Zabłocki (POL) · nincs adat · Günter Stratmann (EUA) · nincs adat · Tibor Nyilas (USA) · nincs adat · Bill Hoskyns (GBR) · nincs adat · Graham McKenzie (AUS) · nincs adat · Összesítés: 5GY-0V (25-8)                      | 1.               | 1. csoport · Jerzy Pawłowski (POL) · nincs adat · Jacques Lefèvre (FRA) · nincs adat · Luigi Narduzzi (ITA) · nincs adat · Jevhen Cserepovszkij (URS) · nincs adat · Günter Stratmann (EUA) · nincs adat · Allan Kwartler (USA) · nincs adat · Gastone Darè (ITA) · nincs adat · Összesítés: 7GY-0V (35-22)  | 1.               | Döntő csoport · Jerzy Pawłowski (POL) · nincs adat · Lev Kuznyecov (URS) · nincs adat · Jacques Lefèvre (FRA) · nincs adat · Gerevich Aladár (HUN) · nincs adat · Wojciech Zabłocki (POL) · nincs adat · Kovács Pál (HUN) · nincs adat · Luigi Narduzzi (ITA) · nincs adat · Összesítés: 6GY-1V (32-19)     | 1.         |             |
| Kovács Pál                                                                                | Kard, egyéni      | erőnyerő                                                                                     | erőnyerő   | 1. csoport · Roberto Ferrari (ITA) · nincs adat · Jacques Lefèvre (FRA) · nincs adat · Allan Kwartler (USA) · nincs adat · Jakov Rilszkij (URS) · nincs adat · Teodoro Goliardi (URU) · nincs adat · Benito Ramos (MEX) · nincs adat · Összesítés: 4GY-1V (23-10)                     | 2.               | 2. csoport · Gerevich Aladár (HUN) · nincs adat · Lev Kuznyecov (URS) · nincs adat · Wojciech Zabłocki (POL) · nincs adat · Roberto Ferrari (ITA) · nincs adat · Jacques Roulot (FRA) · nincs adat · George Worth (USA) · nincs adat · Marcel Van Der Auwera (BEL) · nincs adat · Összesítés: 6GY-1V (30-13) | 1.               | Döntő csoport · Kárpáti Rudolf (HUN) · nincs adat · Jerzy Pawłowski (POL) · nincs adat · Lev Kuznyecov (URS) · nincs adat · Jacques Lefèvre (FRA) · nincs adat · Gerevich Aladár (HUN) · nincs adat · Wojciech Zabłocki (POL) · nincs adat · Luigi Narduzzi (ITA) · nincs adat · Összesítés: 2GY-5V (25-30) | 7.         | 7.          |
| Fülöp Mihály Gyuricza József Marosi József Sákovics József Somodi Lajos Tilli Endre       | Tőr, csapat       | 3. csoport · Ausztrália (AUS) · 8 (57)-8 (65) · Egyesült Államok (USA) · nem vívtak          | 2.         | |                  | 2. csoport · Szovjetunió (URS) · 11-5 · Franciaország (FRA) · nem vívtak | 1.               | Döntő csoport · Olaszország (ITA) · 8 (63)-8 (59) · Franciaország (FRA) · 5-11 · Egyesült Államok (USA) · 9-5 | 3.         |             |
| Balthazár Lajos Berzsenyi Barnabás Marosi József Nagy Ambrus Rerrich Béla Sákovics József | Párbajtőr, csapat | 2. csoport · Svédország (SWE) · 9-5 · Kolumbia (COL) · 14-2 · Szovjetunió (URS) · nem vívtak | 2.         | |                  | 1. csoport · Olaszország (ITA) · 3-9 · Belgium (BEL) · 11-5 | 2.               | Döntő csoport · Olaszország (ITA) · 3-9 · Franciaország (FRA) · 9-7 · Nagy-Britannia (GBR) · 10-6 | 2.         |             |
| Gerevich Aladár Hámori Jenő Kárpáti Rudolf Keresztes Attila Kovács Pál Magay Dániel       | Kard, csapat      | 1. csoport · Egyesült Államok (USA) · nem vívtak · Kolumbia (COL) · visszalépett             | =1.        | |                  | 2. csoport · Egyesült Államok (USA) · 9-1 · Lengyelország (POL) · nem vívtak | 1.               | Döntő csoport · Lengyelország (POL) · 9-4 · Szovjetunió (URS) · 9-7 · Franciaország (FRA) · 12-4 | 1.         |             |

Női
| Versenyző     | Versenyszám | Csoportkör | Csoportkör | Csoportkör | Csoportkör | Csoportkör        | Csoportkör | Helyezés    |
| Versenyző     | Versenyszám | 1. kör | 1. kör     | Elődöntő | Elődöntő   | Döntő             | Döntő      | Helyezés    |
| Versenyző     | Versenyszám | Ellenfél Eredmény | Hely.      | Ellenfél Eredmény | Hely.      | Ellenfél Eredmény | Hely.      | Helyezés    |
| ------------- | ----------- | --- | ---------- | --- | ---------- | ----------------- | ---------- | ----------- |
| Dömölky Lídia | Tőr, egyéni | 1. csoport · Emma Yefimova (URS) · 4-3 · Catherine Delbarre (FRA) · 4-3 · Mary Glen-Haig (GBR) · 4-0 · Denise O'Brien (AUS) · 4-1 · Maxine Mitchell (USA) · 1-4 · Velleda Cesari (ITA) · 2-4                              | 3.         | 2. csoport · Orbán Olga (ROU) · 4-0 · Gillian Sheen (GBR) · 4-2 · Catherine Delbarre (FRA) · 2-4 · Janice-Lee York-Romary (USA) · 2-4 · Pilar Roldán (MEX) · 3-4 · Rájátszás: · Gillian Sheen (GBR) · 2-4 | 5.         | kiesett           | kiesett    | helyezetlen |
| Nyári Magda   | Tőr, egyéni | 3. csoport · Joy Hardon (AUS) · 4-0 · Gillian Sheen (GBR) · 0-4 · Renée Garilhe (FRA) · 3-4 · Karen Lachmann (DEN) · 2-4 · Valentyina Rasztvorova (URS) · 3-4 · Judy Goodrich (USA) · 3-4 · Orbán Olga (ROU) · nem vívtak | 7.         | kiesett | kiesett    | kiesett           | kiesett    | helyezetlen |

## Vízilabda
| Magyar férfi vízilabdacsapat-játékoskeret                                                      | Magyar férfi vízilabdacsapat-játékoskeret                                        |
| ---------------------------------------------------------------------------------------------- | -------------------------------------------------------------------------------- |
| - Bolvári Antal - Boros Ottó - Gyarmati Dezső - Hevesi István - Jeney László - Kanizsa Tivadar | - Kárpáti György - Markovits Kálmán - Mayer Mihály - Szívós István - Zádor Ervin |

### Eredmények
Csoportkör
B csoport
| Csapat                 | M | Gy | D | V | G+ | G– | Gk | P |
| ---------------------- | - | -- | - | - | -- | -- | -- | - |
| Magyarország (HUN)     | 2 | 2  | 0 | 0 | 12 | 3  | +9 | 4 |
| Egyesült Államok (USA) | 2 | 1  | 0 | 1 | 7  | 9  | –2 | 2 |
| Nagy-Britannia (GBR)   | 2 | 0  | 0 | 2 | 4  | 11 | –7 | 0 |

| 1956. november 29. 15:45 | Magyarország (HUN) | 6 – 1 | Nagy-Britannia (GBR) |  |
| 1956. november 29. 15:45 | (4 – 0)            |       |                      |  |
| 1956. november 29. 15:45 |                    |       |                      |  |

| 1956. november 30. 11:30 | Magyarország (HUN) | 6 – 2 | Egyesült Államok (USA) |  |
| 1956. november 30. 11:30 | (6 – 2)            |       |                        |  |
| 1956. november 30. 11:30 |                    |       |                        |  |

Döntő csoport
| 1956. december 3. 21:30 | Magyarország (HUN) | 4 – 0 | Olaszország (ITA) |  |
| 1956. december 3. 21:30 | (3 – 0)            |       |                   |  |
| 1956. december 3. 21:30 |                    |       |                   |  |

| 1956. december 5. 22:20 | Magyarország (HUN) | 4 – 0 | Egyesült Német Csapat (EUA) |  |
| 1956. december 5. 22:20 | (1 – 0)            |       |                             |  |
| 1956. december 5. 22:20 |                    |       |                             |  |

| 1956. december 6. 15:25 | Magyarország (HUN) | 4 – 0 | Szovjetunió (URS) |  |
| 1956. december 6. 15:25 | (2 – 0)            |       |                   |  |
| 1956. december 6. 15:25 |                    |       |                   |  |

 megjegyzés: Ez a mérkőzés volt a melbourne-i vérfürdő néven elhíresült esemény.
| 1956. december 7. 21:20 | Magyarország (HUN) | 2 – 1 | Jugoszlávia (YUG) |  |
| 1956. december 7. 21:20 | (2 – 0)            |       |                   |  |
| 1956. december 7. 21:20 |                    |       |                   |  |

A táblázat tartalmazza a B csoportban lejátszott Magyarország – Egyesült Államok 6–2-es eredményt.
| Csapat                      | M | Gy | D | V | G+ | G– | Gk  | P  |
| --------------------------- | - | -- | - | - | -- | -- | --- | -- |
| Magyarország (HUN)          | 5 | 5  | 0 | 0 | 20 | 3  | +17 | 10 |
| Jugoszlávia (YUG)           | 5 | 3  | 1 | 1 | 13 | 8  | +5  | 7  |
| Szovjetunió (URS)           | 5 | 3  | 0 | 2 | 14 | 14 | 0   | 6  |
| Olaszország (ITA)           | 5 | 2  | 0 | 3 | 10 | 13 | –3  | 4  |
| Egyesült Államok (USA)      | 5 | 1  | 0 | 4 | 10 | 20 | –10 | 2  |
| Egyesült Német Csapat (EUA) | 5 | 0  | 1 | 4 | 11 | 20 | –9  | 1  |

| Csapat             | Helyezés |
| ------------------ | -------- |
| Magyarország (HUN) |          |